# ノーマン・スコット (フィギュアスケート選手)
ノーマン・スコット（英語: Norman M. Scott）は、カナダ出身のフィギュアスケート選手（男子シングル・ペア）。パートナーはジーン・シェヴァリエ。
1914年・1920年カナダ選手権男子シングル優勝。1914年全米選手権男子シングル優勝。

## 主な戦績

### 男子シングル
| 大会/年      | 1912-13 | 1913-14 | 1919-20 |
| ------------ | ------- | ------- | ------- |
| カナダ選手権 | 2       | 1       | 1       |
| 全米選手権   |         | 1       |         |

### ペア
| 大会/年      | 1912-13 | 1913-14 |
| ------------ | ------- | ------- |
| カナダ選手権 | 2       | 1       |
| 全米選手権   |         | 1       |